# Optisk zoom
Optisk zoom är den justering av objektivets brännvidd, och därmed hur mycket som kommer med på bilden (zoom), som görs med hjälp av optiken. På enklare kameror brukar den optiska zoomen anges i antal gånger, vilket inte säger något om bildvinkeln såvida man inte räknar fram den från en bildvinkel i något av ändlägena. På andra digitalkameror (ofta mer avancerade sådana) anges ibland den optiska zoomen som brännviddsekvivalent för 35-mm film, det vill säga vilket bränsviddsintervall för en vanlig småbildskamera som zoomen motsvarar.
Då bara optisk zoom används kan hela bildsensorns upplösning utnyttjas. Det är precis som med ett zoomobjektiv för en vanlig kamera som använder film. Digital zoom i kameran försämrar(oftast) bildkvaliteten genom att interpolera fram en bild från en mindre del av bildsensorn.